# Hongro-Brésiliens
Les Hongro-Brésiliens (en hongrois : Brazíliai magyarok, en portugais : Húngaro Brasileiro) sont les citoyens brésiliens d'origine hongroise. Un très grand nombre d'entre eux et de leurs descendants sont devenues connus ou reconnus, parmi eux nous pouvons citer Kevin Kurányi, Gustavo Endres ou Murilo Endres. 